# Paratrimma urospila
Paratrimma urospila é uma espécie de peixe da família Gobiidae e da ordem Perciformes.

## Habitat
É um peixe marítimo, de clima subtropical e demersal que vive entre 0-10 m de profundidade.

## Distribuição geográfica
É encontrado no Oceano Pacífico sul-oriental: Ilha San Félix (Chile).

## Observações
É inofensivo para os humanos.